# الوارو لموس
الوارو لموس (انگلیسی: Álvaro Lemos؛ زادهٔ ۳۰ مارس ۱۹۹۳) بازیکن فوتبال اهل اسپانیا است.
از باشگاه‌هایی که در آن بازی کرده‌است می‌توان به باشگاه فوتبال لوگو، باشگاه فوتبال کامپوستلا، باشگاه فوتبال سلتاویگو، و باشگاه فوتبال دپورتیوو لاکرونیا اشاره کرد.